# Eopsaltria flaviventris
Eopsaltria flaviventris é uma espécie de ave da família Petroicidae.
É endémica de Nova Caledónia.
Os seus habitats naturais são: florestas subtropicais ou tropicais húmidas de baixa altitude e regiões subtropicais ou tropicais húmidas de alta altitude.